# Doina Cornea
Doina Cornea (n. 30 mai 1929, Brașov, România – d. 4 mai 2018, Cluj-Napoca, România) a fost o publicistă, traducătoare și opozantă anticomunistă din România.

## Biografie
Tatăl ei, Iacob Cornea, era originar din Ileni, județul Făgăraș, iar mama, Maria Cornea (născută Moga), era originară din Apahida.
Doina Cornea a urmat școala primară la Reghin și școala medie la Târgu Mureș și Cluj. În anul 1948 a început studiile de franceză și italiană la Universitatea din Cluj. După terminarea studiilor a fost profesoară de ciclu gimnazial la o școală din Zalău. La Zalău s-a căsătorit cu Leontin Cornel Iuhas, un avocat din localitate. În 1958 s-a întors la Cluj, unde a fost asistentă universitară la catedra de limba franceză din cadrul Facultății de Filologie a Universității Babeș-Bolyai.
După cum a afirmat ea însăși, originea angajării sale politice s-a aflat la Strasbourg (Franța), în 1965 când, trimisă de universitate pentru a însoți un grup de studenți la cursuri de vară, era pe o terasă cu niște profesori francezi. L-a auzit pe unul dintre ei criticându-l pe Charles de Gaulle în timp ce în jurul lor mesele erau pline de oameni. S-a așteptat să-l vadă arestat, fără întârziere, însă nu s-a întâmplat nimic. Dându-și seama de constrângerile care apăsau în România comunistă, i-a fost rușine, iar această rușine a incitat-o, puțin câte puțin, să acționeze.
În 1980 a realizat primul „samizdat” (volum fabricat manual, distribuit prin rețele de prieteni), Încercarea labirintului, urmat de alte patru traduceri-samizdat (din limba franceză), cărora le-a scris note și prefețe: Petru Gherman, Ieremia Valahul, Lao-tse, Tao te king, Gabriel Marcel, Dreptate și Adevăr, Ștefan Lupașcu, - partea de Trialog din Omul și cele trei etici ale sale.
Între 1982 și 1989 a difuzat 31 de texte și proteste prin radio „Europa Liberă”. Textele ei erau un îndemn mai ales pentru tineri de a trăi în adevăr, pentru că minciuna împuținează ființa și usucă spiritul. A fost arestată la domiciliu, strada ei a fost blocată la ambele capete și i-au fost interzise vizitele. Cărțile ei „Scrisori deschise”, „Despre puterea fragilității” și „Despre libertate” sunt un bun exercițiu de spiritualitate. În 1983 a fost destituită de la universitate și supusă unor anchete, interogatorii, maltratări, amenințări. Urmărirea ei politică a fost coordonată de colonelul de securitate Alexandru Pereș.
Împreună cu fiul ei, Leontin Horațiu Iuhas, a răspândit 160 de manifeste de solidaritate cu muncitorii din Brașov răsculați la 15 noiembrie 1987, ambii fiind arestați pentru 5 săptămâni (noiembrie-decembrie 1987).
În septembrie 1988, printr-o scrisoare deschisă adresată papei Ioan Paul al II-lea, scrisoare difuzată de Radio Europa Liberă, a solicitat împreună cu alți cinci intelectuali clujeni scoaterea Bisericii Române Unite cu Roma din ilegalitate.
A fost urmărită permanent până la 21 decembrie 1989. A participat la manifestația stradală de la Cluj din 21 decembrie 1989, sub gloanțe.

## Activitatea după 1989
După 22 decembrie 1989, a fost cooptată în Consiliul Frontului Salvării Naționale, organism din care și-a dat demisia la 23 ianuarie 1990, din cauza transformării FSN în partid politic și a reminiscențelor comuniste ale acestuia.
A fondat (împreună cu alții, devenind apoi președintă) Forumul Democrat Antitotalitar din România (6 august 1990, la Cluj), ca o primă mișcare de unificare a opoziției democrate, din care s-a format mai târziu Convenția Democrată din România (CDR). 
```
A fost membră fondatoare a 
Grupului pentru Dialog Social
, a 
Alianței Civice
 și a Fundației Culturale Memoria.
```

A publicat peste 100 de articole în ziare și reviste (22, România liberă, Vatra, Memoria etc.). 
A ținut conferințe în țară și străinătate, multe dintre ele publicate în volume colective (Une culture pour l'Europe de demain, Il nuovo Areopago, Mission, Quelle sécurité en Europe à l'aube du XXIème siècle?, Europe: les chemins de la démocratie, Politique Internationale, Amicizia fra i popoli).
Doina Cornea a decedat la 4 mai 2018, în locuința ei din Cluj-Napoca. A fost înmormântată, cu onoruri militare, în Cimitirul Central din Cluj.

## Volume publicate

### Publicistică
- Liberté? Entretiens avec Michel Combes, suivis de lettres ouvertes adressées à Nicolae Ceausescu, Ion Iliescu, Petre Roman (Ed. Criterion, Paris, 1990); Libertate? (Ed. Humanitas, București, 1992)
- Scrisori deschise și alte texte (Ed. Humanitas, București, 1991)
- Fața nevăzută a lucrurilor (1990-1999). Dialoguri cu Rodica Palade (Ed. Dacia, Cluj, 1999); La face cachée des choses (Ed. Du Felin, Paris, 2000)
- Puterea fragilității (Ed. Humanitas, București, 2006)
- Jurnal. Ultimele caiete, Editura Fundației Academiei Civice, București, 2009, 288 p [17]

### Traduceri
- Mircea Eliade, Încercarea labirintului. Convorbiri cu Claude-Henri Rocquet (Ed. Dacia, Cluj, 1990; reeditare, Ed. Humanitas, București, 2007)
- Gânduri pentru zilele ce vin, în colaborare cu Viorica Lascu (Ed. Dacia, Cluj, 1995)
- Vladimir Ghika, Ultimele mărturii (Ed. Dacia, Cluj, 1997, reeditare, 2006)
- Vladimir Ghika, Fragmente postume (Ed. Dacia, Cluj, 2003)

## Premii și distincții

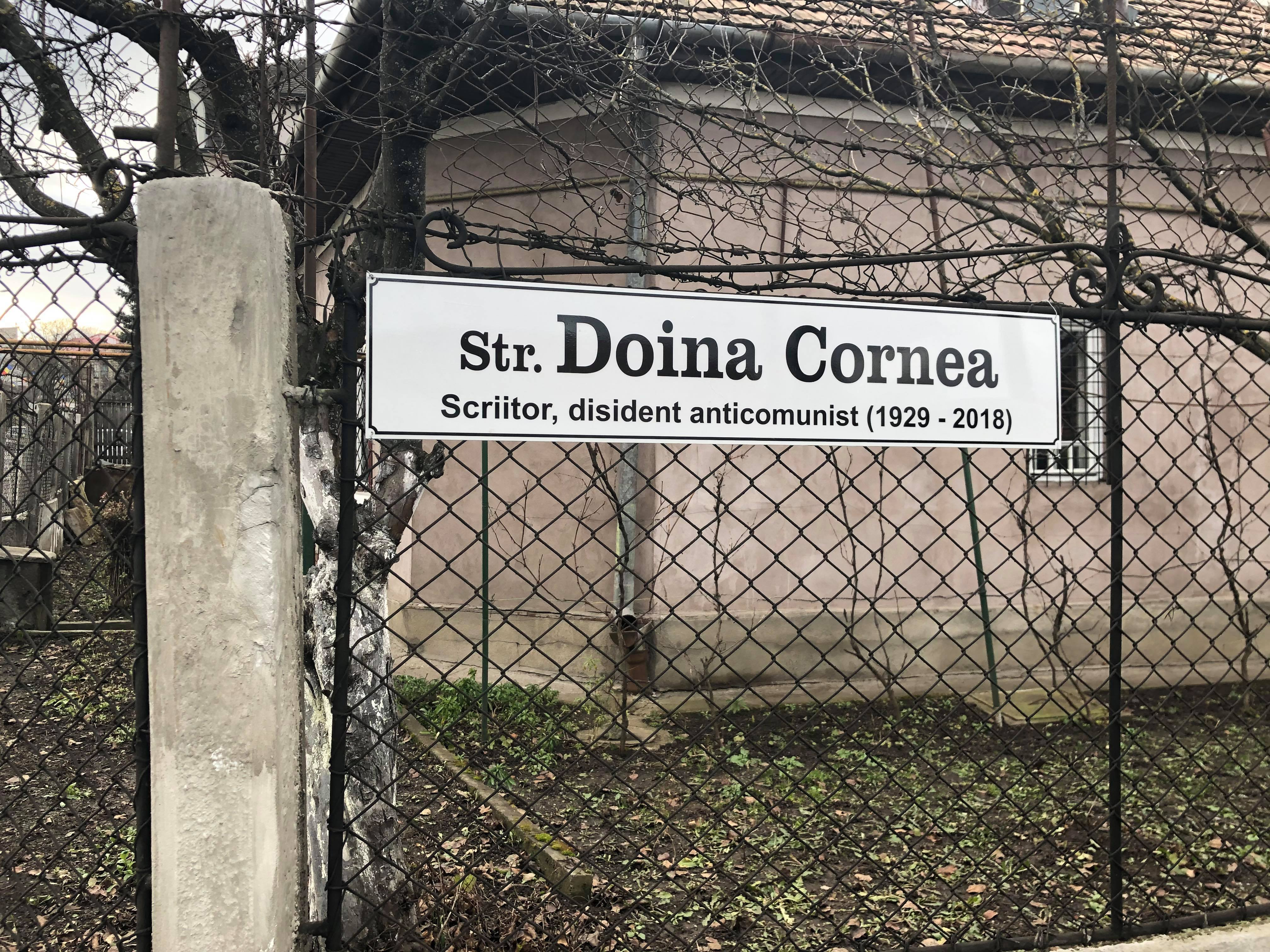
Strada care îi poartă numele din Cluj-Napoca

A primit un mare număr de distincții, titluri și premii, dintre care cele mai importante sunt:
- Premiul „Thorolf Rafto” (Norvegia, 1989).
- Doctor Honoris Causa al Universității Libere din Bruxelles (1989).[18]
- Legiunea de Onoare în grad de Ofițer (Franța, 2000).
- Ordinul „Steaua României” în grad de Mare Cruce (2000).
- Legiunea de Onoare în grad de Comandor (Franța, 2009).
- Crucea Casei Regale a Romaniei, oferită de Regele Mihai (octombrie 2009).[19]

## Memoria
În data de 7 martie 2020 a avut loc la Cluj concertul caritabil „Lumina din întuneric”, cu scopul înființării casei memoriale „Doina Cornea”. Fosta stradă Alba Iulia din municipiul Cluj-Napoca îi poartă numele, începând din anul 2020.
De asemenea, Bulevardul Vasile Milea din București a fost redenumit Bulevardul Doina Cornea, în memoria ei.